# Shirley Paes Leme
Shirley Paes Leme Paiva Arantes (Cachoeira Dourada, Goiás, 1955) es una escultora, grabadora, diseñadora y profesora brasileña. Comenzó sus estudios de arte en la Universidad Federal de Minas Gerais con Amílcar de Castro en 1975. Asimismo estudió en el Instituto de Arte de San Francisco, California, la Universidad de California en Berkeley, haciendo prácticas en el Museo de Arte de esa Universidad. Su trabajo se centra en el performance y la Instalación.

## Carrera artística
En 1975 comenzó su formación en la Universidad Federal de Minas Gerais, siendo alumna de Amilcar de Castro. En 1983, luego de una serie de viajes a diversos países, estudió en la Universidad de Arizona, en el Instituto de Arte de San Francisco y en Berkeley. En 1986 obtuvo el doctorado en artes en la Universidad John F. Kennedy. Recibió la beca del Programa Fulbright en 1983 y 1986.
El 16 de mayo de 2008, participó en el Seminario de Medios Múltiples en la Ciudad de México, en la que elaboró la pieza de estructura-acción Sin/Cien ambulantes, creada a partir de la recolección de ramas de los viveros de Coyoacán.

### Exposiciones

#### Exposiciones colectivas y muestras:[2]
- Nuevos valores del arte brasileño, Museo de Arte de Brasilia, 1989.
- Bienal de Lausanne, 1993.
- VII bienal de Polinia, 1995.
- Amílcar de Castro et Shirley Paes Leme, París, 1996.
- Die Anderen Modernen, Casa de las culturas del mundo, Berlín, 1997.
- La tridimensionalidad en el arte brasileño del siglo XX y la diversidad de la escultura brasileña, Itaú Cultural, 1997.
- II Bienal do Mercosul, Porto Alegre, 2000.
- VII Bienal de La Habana, Cuba, 2000.
- Mostra do Redescobrimento -Brasil +500, São Paulo, 2000.
- Século XX: Arte do Brasil, Fundação Calouste Gulbenkian, Lisboa, Portugal, 2000.
- Bienal 50 anos, São Paulo, 2001.
- Côte à Côte – Art Contemporain du Brésil, musée d’art contemporain de Bourdeaux, Francia, 2001.

#### Exposiciones individuales
- Horas, Galeria do IAV, Goiânia, 2010.[2]
- “Heterotopias Cotidianas”, Dragão do Mar Arte e Cultura, Fortaleza, 2009.
- “Ambulantes: Estructura-Acción”, Intervenção Urbana, Ciudad de México, 2008.
- “Endless End (Fim sem Fim)”, Sesc, São Paulo, 2008.
- Desenho: Atitude, Nara Roesler Galeria de Arte, São Paulo, 2007.
- Água Viva, Museu Vale, Vitoria, E.S.2012.
- Incerto límite, Galeria Bolsa de Arte, Porto Alegre, R.G.S, 2012.
- Silencioso e incerto, Matias Brotas Arte Contemporânea, Vitória, E.S. 2013.
- Microhistórias Diárias, Galeria Bolsa de Arte de Porto Alegre, São Paulo, SP 2014.